# Herman Rosse
Herman Rosse (Haia, 1 de janeiro de 1887 — Nova Iorque, 13 de abril de 1965) é um diretor de arte estadunidense-holandês. Venceu o Oscar de melhor direção de arte na edição de 1931 por King of Jazz.